# Si je suis la Vilaine, autant mater le Boss final
Si je suis la Vilaine, autant mater le Boss final (悪役令嬢なのでラスボスを飼ってみました, Akuyaku reijō nanode rasubosu o katte mimashita) est une série de light novels écrite par Sarasa Nagase et illustrée par Mai Murasaki. Elle est initialement publiée sur le site Shōsetsuka ni narō depuis mai 2017. L'adaptation en light novel est éditée par Kadokawa Shoten depuis septembre 2017, avec onze volumes parus au 28 décembre 2022. Une adaptation en manga dessinée par Anko Yuzu est prépubliée dans le Monthly Comp Ace entre juin 2018 et août 2019. Quatre volumes reliés rassemblant les différents chapitres sont ensuite publiés. En France, ils sont édités par Meian. Une adaptation en série d'animation produite par le studio Maho Film est diffusée entre octobre et décembre 2022.

## Synopsis
Après s'être réincarnée dans un jeu vidéo otome, Aileen devient fille d'une famille de duc. Étant devenue l'un des personnages du jeu auquel elle a joué, elle sait qu'en tant que méchante elle est destinée à connaître une fin tragique si elle n'agit pas. C'est ainsi qu'Aileen prend la décision de partir s'occuper du roi-démon Claude avant qu'il ne devienne le Boss final.

## Personnages
Aileen Lauren Dautriche (アイリーン・ローレン・ドートリシュ, Airīn Rōren Dōtorishu)
Voix japonaise : Rie Takahashi, voix française : Laure Filiu
Claude Jeanne Elmeyer (クロード・ジャンヌ・エルメイア, Kurōdo Jannu Erumeia)
Voix japonaise : Yūichirō Umehara, voix française : Arthur Khong
Cédric Jeanne Elmeyer (セドリック・ジャンヌ・エルメイア, Sedorikku Jannu Erumeia)
Voix japonaise : Toshiki Masuda, voix française : Baptiste Caillaud
Keith Eigrid (キース・エイグリッド, Kīsu Eiguriddo)
Voix japonaise : Jun Fukuyama, voix française : Françoua Garrigues
Belzébuth (ベルゼビュート, Beruzebyūto)
Voix japonaise : Yūki Ono, voix française : Laurent Blanpain
Eliphas Levi (エレファス・レヴィ, Erefasu Revi)
Voix japonaise : Koki Uchiyama, voix française : Florent Chako
Lilia Rainworth (リリア・レインワーズ, Riria Reinwāzu)
Voix japonaise : Kana Hanazawa, voix française : Coralie Thuilier
Amande (アーモンド, Āmondo)
Voix japonaise : Tomokazu Sugita, voix française : Jacques Herlin

## Production et supports

### Light novel
La série écrite par Sarasa Nagase est d'abord mise en ligne sur le site d'autopublication Shōsetsuka ni narō à partir de mai 2017. Les droits de la série sont ensuite acquis par Kadokawa Shoten, qui publie cette dernière au format light novel sous le label Kadokawa Beans Bunko depuis le 1er septembre 2017. Les illustrations accompagnant le texte sont réalisées par Mai Murasaki. En décembre 2022, onze volumes sont parus.
| no | Japonais           | Japonais          |
| no | Date de sortie     | ISBN              |
| -- | ------------------ | ----------------- |
| 1  | 1er septembre 2017 | 978-4-04-106036-0 |
| 2  | 1er mars 2018      | 978-4-04-106037-7 |
| 3  | 1er septembre 2018 | 978-4-04-107258-5 |
| 4  | 1er mars 2019      | 978-4-04-107259-2 |
| 5  | 1er juillet 2019   | 978-4-04-108267-6 |
| 6  | 1er septembre 2019 | 978-4-04-108268-3 |
| 7  | 1er janvier 2020   | 978-4-04-108962-0 |
| 8  | 1er septembre 2020 | 978-4-04-109847-9 |
| 9  | 1er octobre 2021   | 978-4-04-111863-4 |
| 10 | 30 septembre 2022  | 978-4-04-112995-1 |
| 11 | 28 décembre 2022   | 978-4-04-113125-1 |

### Manga
Une adaptation en manga dessinée par Anko Yuzu est prépubliée dans le magazine seinen Monthly Comp Ace de Kadokawa Shoten entre juin 2018 et août 2019. Elle est ensuite assemblée en quatre volumes reliés parus entre le 26 novembre 2018 et le 26 octobre 2022. En France, ils sont édités par Meian et les volumes paraissent entre le 27 juillet 2022 et le 10 août 2023,.
| no                                                                                                   | Japonais         | Japonais          | Français         | Français          |
| no                                                                                                   | Date de sortie   | ISBN              | Date de sortie   | ISBN              |
| --- | ---------------- | ----------------- | ---------------- | ----------------- |
| 1 | 26 novembre 2018 | 978-4-04-107720-7 | 27 juillet 2022  | 978-2-38275-408-5 |
| 2 | 26 juin 2019     | 978-4-04-108347-5 | 25 novembre 2022 | 978-2-38275-409-2 |
| 3 | 26 décembre 2019 | 978-4-04-108930-9 | 15 février 2023  | 978-2-38275-410-8 |
| 4 | 26 octobre 2022  | 978-4-04-113039-1 | 10 août 2023     | 978-2-38503-367-5 |
| Volume sous-titré ~ Et ils vécurent heureux ~ (« ～Happily Ever After～ » dans la version japonaise) |                  |                   |                  |                   |

### Anime
Une adaptation de l'œuvre en série d'animation est annoncée le 1er octobre 2021. Elle est produite par le studio Maho Film et réalisée par Kumiko Habara, scénarisée par Kenta Ihara et des conceptions de personnages gérées par Momoko Makiuchi, Eri Kojima et Yūko Ōba. La musique est composée par Natsumi Tabuchi, Hanae Nakamura, Miki Sakurai, Sayaka Aoki et Kanade Sakuma. La série est diffusée depuis le 1er octobre 2022 sur les chaînes Tokyo MX, MBS, BS-TBS et WOWOW,. Une diffusion anticipée commence le 24 septembre 2022 sur la plateforme de streaming ABEMA. 
Crunchyroll détient les droits de diffusion en simulcast de la série dans le monde entier, excepté en Asie,. Depuis le 15 octobre 2022, une version française est également diffusée par la plateforme,, celle-ci est dirigée par Alice Orsat, par des dialogues adaptés d'Adèle Rousseaux, Stéphanie Noardo et Sara Correia.
Rie Takahashi interprète l'opening de la série intitulé Kyо̄kan Sarenakute mo Ii Janai (共感されなくてもいいじゃない), tandis que ACCAMER interprète son  ending intitulé Nomick (ノミック, Nomikku),.

#### Liste des épisodes
| No | Titre français,                   | Titre japonais                     | Titre japonais                               | Date de 1re diffusion télévisée |
| No | Titre français,                   | Kanji                              | Rōmaji                                       | Date de 1re diffusion télévisée |
| -- | --------------------------------- | ---------------------------------- | -------------------------------------------- | ------------------------------- |
| 1  | Le Retour de la méchante          | 悪役令嬢の幕開け                   | Akuyaku reijō no makuake                     | 1er octobre 2022                |
| 2  | Les Ennemis de mes ennemis        | 悪役令嬢は敵も多いが手下も多い     | Akuyaku reijō wa teki mo ōiga teshita mo ōi  | 8 octobre 2022                  |
| 3  | La soif de victoire guide ses pas | 悪役令嬢は強欲なので勝ちに行く     | Akuyaku reijō wa gōyokunanode kachi ni iku   | 15 octobre 2022                 |
| 4  | L'Art du dressage                 | 悪役令嬢はラスボスだって飼えるはず | Akuyaku reijō wa rasubosu datte kaeru hazu   | 22 octobre 2022                 |
| 5  | Le Mensonge d’une fiancée         | 悪役令嬢は婚約者をだます           | Akuyaku reijō wa konyakusha o damasu         | 29 octobre 2022                 |
| 6  | La Justice avant tout             | 悪役令嬢は悪を許さない             | Akuyaku reijō wa aku o yurusanai             | 5 novembre 2022                 |
| 7  | La vilaine rafle tout             | 悪役令嬢は出番を総取りする         | Akuyaku reijō wa deban o sōdori suru         | 12 novembre 2022                |
| 8  | L’Heure des révélations           | 悪役令嬢の悪事は暴かれる           | Akuyaku reijō no akuji wa abakareru          | 19 novembre 2022                |
| 9  | La vilaine sombre dans l’oubli    | 悪役令嬢のことは忘れた方がいい     | Akuyaku reijō no koto wa wasureta kata ga ii | 26 novembre 2022                |
| 10 | Un amour à sens unique            | 悪役令嬢の愛は届かない             | Akuyaku reijō no ai wa todokanai             | 3 décembre 2022                 |
| 11 | Le verdict est tombé              | いつだって悪役令嬢は断罪される     | Itsu datte akuyaku reijō wa danzai sa reru   | 10 décembre 2022                |
| 12 | Le pouvoir de l'amour             | 悪役令嬢だって愛があれば主人公     | Akuyaku reijō datte aigāreba shujinkō        | 17 décembre 2022                |